# Odajima Takayuki
Takayuki Odajima (sinh ngày 15 tháng 9 năm 1977) là một cầu thủ bóng đá người Nhật Bản.

## Sự nghiệp câu lạc bộ
Takayuki Odajima đã từng chơi cho Montedio Yamagata và Thespa Kusatsu.